# 96 (album)
Albums de Louis Bertignac
Bertignacoustic
(1994) Bertignac live
(1998)
96, parfois désigné par Bertignac '96, est un album de Louis Bertignac, sorti en 1996.

## Historique
Après la tournée Bertignacoustic et une tentative de reformation du groupe Téléphone qui finalement n'a pas eu lieu, Louis Bertignac rencontre le parolier Étienne Roda-Gil avec qui il écrit et compose son prochain disque. Après avoir engagé le producteur Chris Kimsey, connu pour avoir travaillé le son des Rolling Stones dans les années 1980, Louis enregistre l'album chez lui sur Pro Tools avant de le finaliser à l'Electric Lady Studio (le studio de Jimi Hendrix, idole du guitariste) à New York, accompagné de musiciens dont son ami Richard Kolinka à la batterie, le pianiste Chuck Leavell (qui travaille avec les Stones, l'Allman Brother Band et Eric Clapton) et le bassiste Hutch Hutchinson, ainsi que la participation de la chanteuse Marianne Faithfull aux chœurs sur la chanson Cœur ouvert !
La chanson Telle est ma vie est la seule chanson de l'album écrite par Bertignac où ce dernier, la quarantaine éclatante, fait un bilan sur sa vie.
La chanson Maguy t'arrache pas est enregistrée au studio Guillaume Tell à Paris.

## Parution et réception
À sa sortie en mars 1996, l'album est vendu avec un second disque comportant 2 chansons supplémentaires pour un tirage limité à 15 000 exemplaires. Il s'agit des chansons Rien n'est écrit dans ma main avec Sterling Campbell à la batterie et Pluie de Blues. Un mois après sa sortie, le tirage est épuisé et l'album n'est plus disponible à la vente, sinon en téléchargement digital et en streaming sans les 2 chansons.
L'album est bien accueilli par les critiques qui arrivent à associer les textes de Roda-Gil sur la vie actuelle avec les références sur les idoles du chanteur tel que les Stones auxquels Pas cassé rend hommage. Cependant, la critique du magazine Platine qualifie cet album comme un album sans grande surprise avec beaucoup trop de références aux Stones.

## Liste des chansons
Toutes les paroles sont écrites par Étienne Roda-Gil sauf Telle est ma vie de Louis Bertignac, toute la musique est composée par Louis Bertignac.
| No  | Titre                   | Durée |
| --- | ----------------------- | ----- |
| 1.  | Pas cassé               | 4:06  |
| 2.  | Days of '96             | 4:44  |
| 3.  | Telle est ma vie        | 3:40  |
| 4.  | Graffiti                | 2:28  |
| 5.  | Maguy t'arrache pas     | 4:34  |
| 6.  | Tu sais comment         | 4:01  |
| 7.  | Sniper                  | 2:05  |
| 8.  | Tu brilles dans le noir | 4:01  |
| 9.  | Cœur ouvert             | 4:26  |
| 10. | Le vent viendra         | 6:19  |
| 11. | Je t'ai dit             | 3:24  |

| 12. | Rien n'est écrit dans ma main | 3:28 |
| 13. | Pluie de blues                | 5:41 |

## Personnel

### Musiciens principaux
- Louis Bertignac : chant, guitare, samples (1, 2 et 10), batterie (4, 7, 10), percussions (2, 8 à 10), basse sur Sniper, cordes sur Tu sais comment, claviers sur Le vent viendra, mandoline sur Graffiti, Guitare acoustique et Guitare Slide sur Maguy t'arrache pas
- Hutch Hutchinson : basse (sauf 2, 5, 7 et 11)
- Richard Kolinka : batterie (1, 3, 6, 8 et 10)
- Chuck Leavell : orgue (2, 3, 6, 8, 9, 12 et 13), piano (4, 6, 9 et 13)

### Musiciens additionnels
- Caloo : saxophone sur Pas Cassé
- Gilles Choir : batterie sur Days of 96 et Tu brilles dans le noir
- Phil Soussan : basse sur Maguy t'arrache pas
- Ian Wallace : batterie sur Maguy t'arrache pas
- Robin Le Mesurier et Shane Fontayne : guitares sur Maguy t'arrache pas
- Tim Moore : claviers sur Maguy t'arrache pas
- Jim Prime : orgue sur Maguy t'arrache pas
- Marianne Faithfull et Serge Ubrette : chœurs sur Cœur ouvert
- John Carin : multi-instruments (basse, claviers, guitare et batterie) sur Je t'ai dit
- Sterling Campbell : batterie sur Rien n'est écrit dans ma main

### Équipe technique
- Chris Kimsey : production, enregistrement et mixage
- Louis Bertignac : production (sauf Maguy t'arrache pas)
- Joe Pirrera : ingénieur du son
- Etienne Roda-Gil : paroles (sauf Telle est ma vie, écrite par Louis Bertignac)
- François Ravard : producteur exécutif
- Marie Farge : pochette
- Lynn Goldsmith : livret
- Jean-Baptiste Mondino : photo de pochette avant